# Dolna Kanada
Dolna Kanada (fr. Bas-Canada, ang. Lower Canada) – prowincja brytyjska istniejąca od 1791 do 1841 roku. Obszar prowincji zajmował północną część niziny rozciągającej się wzdłuż dolnego biegu Rzeki Świętego Wawrzyńca i obejmował południową część dzisiejszej prowincji Quebec.
Prowincja powstała w 1791 w wyniku podziału prowincji Quebecu na prowincje Górna Kanada i Dolna Kanada.
W 1841 została ponownie połączona z Górną Kanadą, by stworzyć Prowincję Kanady.
Stolicą Dolnej Kanady było miasto Quebec.